# Torreorgaz
Torreorgaz è un comune spagnolo di 1 609 abitanti situato nella comunità autonoma dell'Estremadura.